# Valeur réelle
Cet article court présente un sujet plus développé dans : Valeur nominale et valeur réelle.
Les évolutions de la valeur réelle d’un bien sont les évolutions de sa valeur nominale corrigées de l’effet de l’inflation.
En législation européenne, la valeur réelle comprend la réduction des émissions de gaz à effet de serre pour certaines ou pour toutes les étapes du processus de production de biocarburants et bioliquides ; la valeur par défaut étant une valeur établie à partir d'une valeur type compte tenu de facteurs préétablis, et pouvant être utilisée à la place de la valeur réelle 